# Tianchang

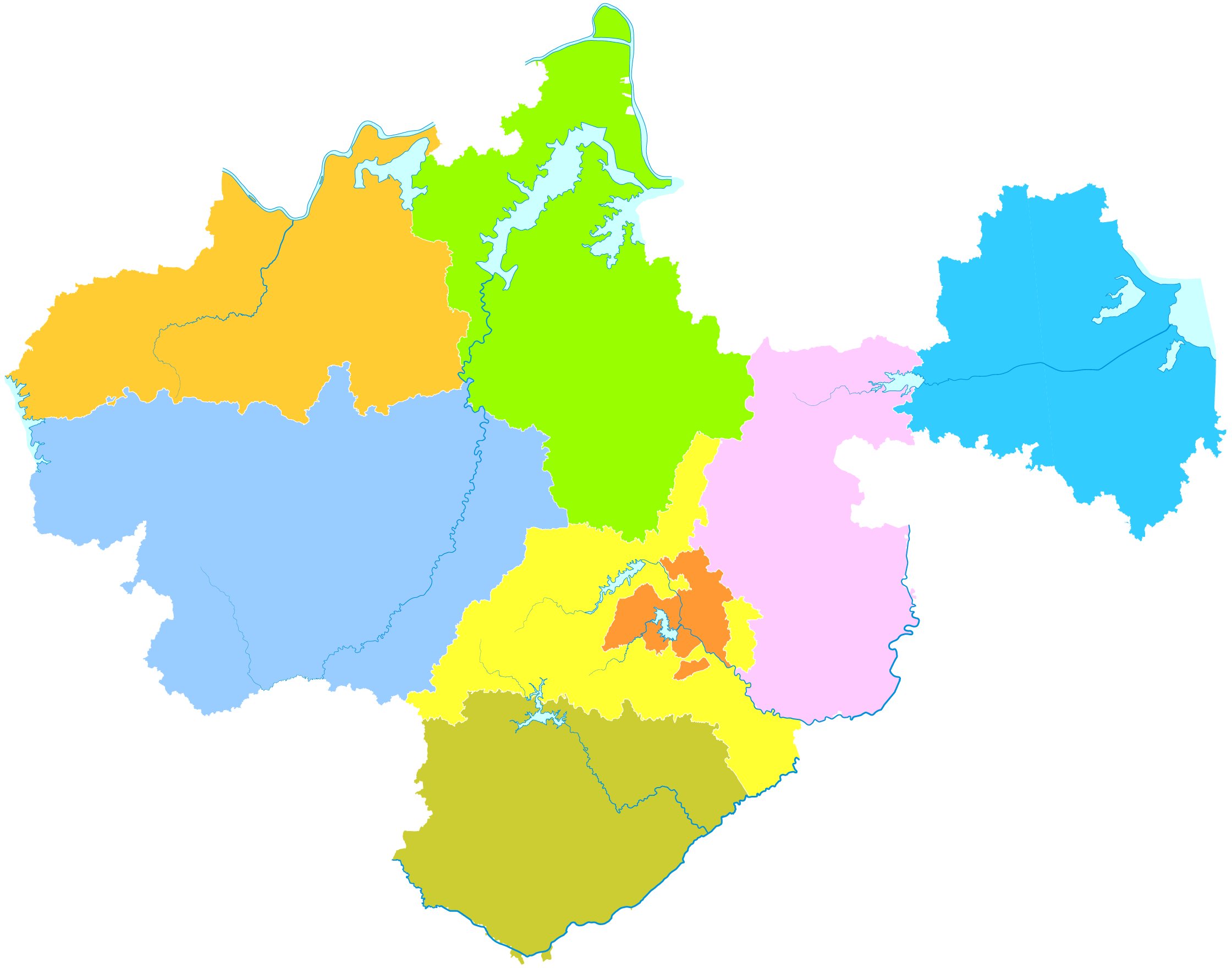
Lage der kreisfreien Stadt Tianchang im Gebiet der bezirksfreien Stadt Chuzhou

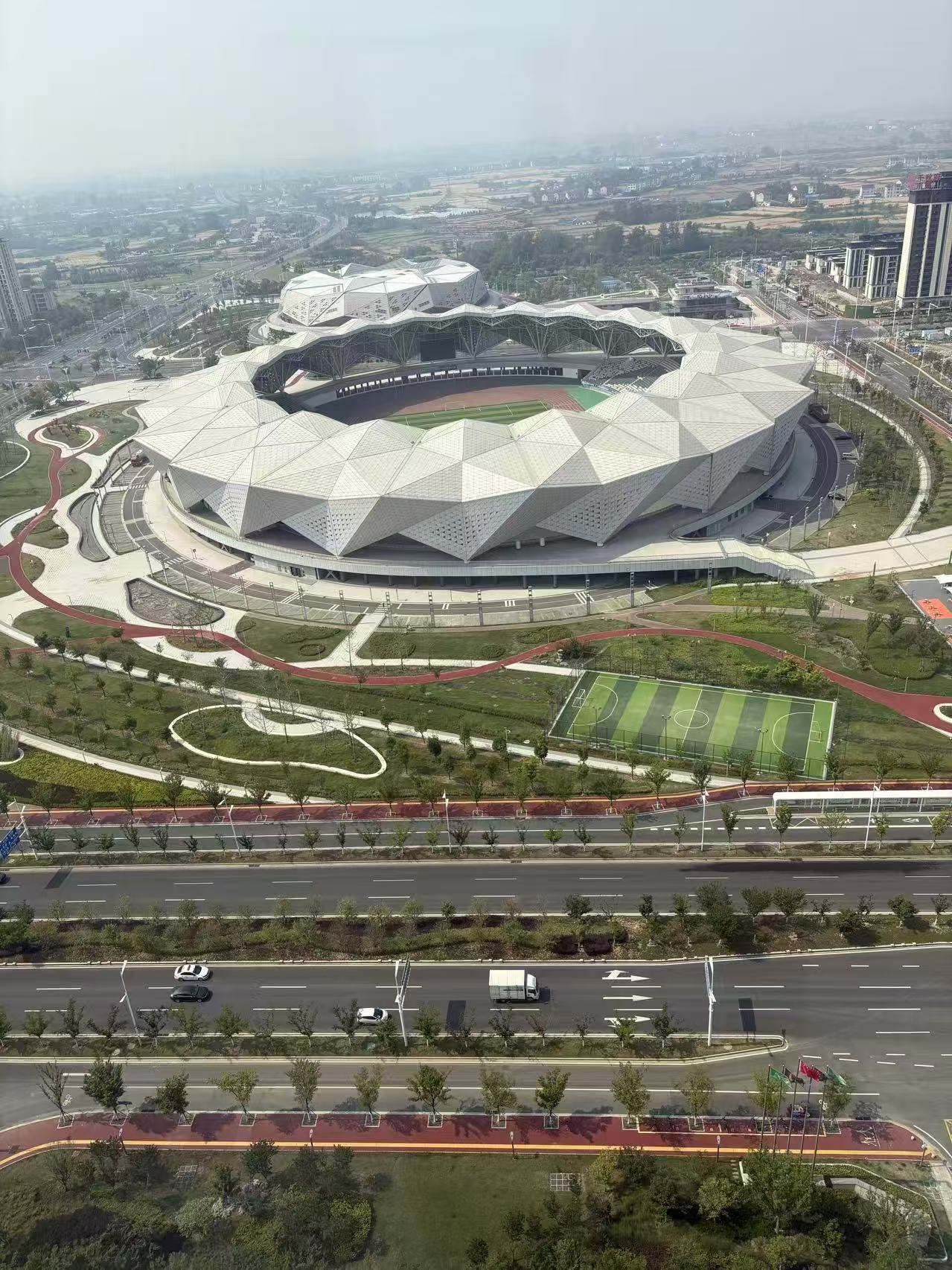
Tianchang stadium

Die Stadt Tianchang (chinesisch 天长市, Pinyin Tiāncháng Shì) ist eine kreisfreie Stadt der bezirksfreien Stadt Chuzhou in der chinesischen Provinz Anhui. Sie hat eine Fläche von 1.770 Quadratkilometern und zählt 603.780 Einwohner (Volkszählung 2020).

## Administrative Gliederung
Auf Gemeindeebene setzt sich Tianchang aus zwei Straßenvierteln und vierzehn Großgemeinden zusammen.